# Rupicapra pyrenaica parva
Sơn dương Cantabria (Danh pháp khoa học: Rupicapra pyrenaica parva) là một phân loài của loài Rupicapra pyrenaica. Chúng còn là một trong 10 phân loài của chi Rupicapra. Đây là một loài dê núi có thân hình thon gọn và phạm vi phân bố của nó dao động dãy núi Cantabria ở phía Bắc Tây Ban Nha với dân số lên đến 17.000 cá thể trong năm 2007 và năm 2008. Loài này có tên tiếng bản địa là Rebeco, Rebeco Cantabrico, Gamuza, Robezu (trong vùng Asturias) và Rebezo (trong vùng Galicia).

## Mô tả

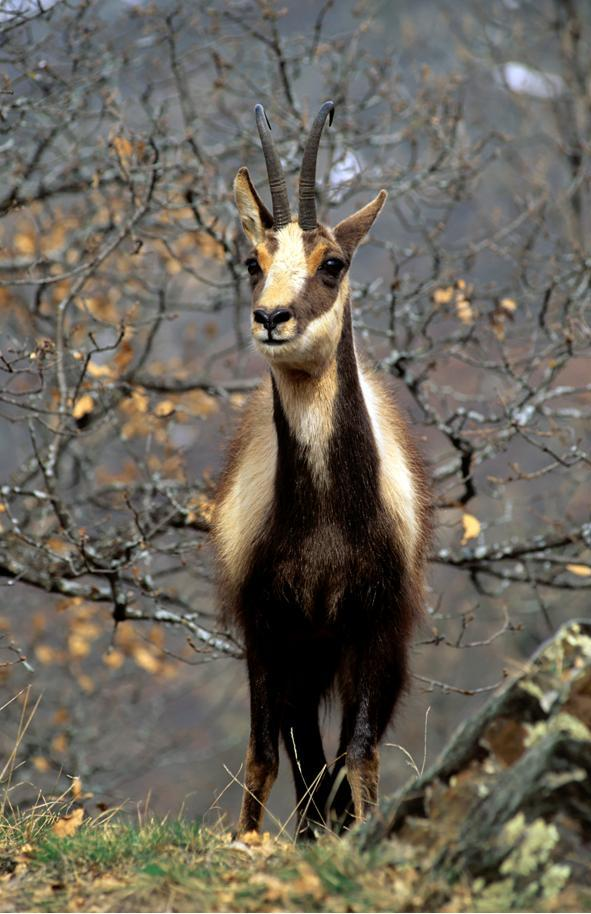
Hình một con sơn dương trong mùa hè

Loài sơn dương này nhìn chung có kích thước tương đồng với một con dê nhà cỡ vừa. Cả hai giới đều có sừng tạt đặc thù nhưng sừng có nhiều nối hơn và ở con đực và dày hơn ở con cái. Sừng của sơn dương có một mô hình phân khúc ngang do tăng trưởng theo mùa (mùa đông và mùa hè). Đầu chúng có màu quế cũng như ở cổ họng và má, với thiết kế mặt nạ đen tối đi vòng qua đôi mắt to của chúng.
Chúng còn có một mảng màu nâu tối ở lưng, ngực, chân và hai bên sườn, và màu nhạt ở vai và màu nâu ở thân sau. Vào mùa đông, lưng và bụng của chúng trở nên nhạt màu trong khi đó màu sắc và hai bên sườn thì lại tối hơn, tạo ra một mô hình màu sắc tương phản hơn. Những cá thể chưa thành niên phô bày màu ít sự tương phản. Bộ lông vào mùa hè là màu nhạt hơn và ít tương phản hơn bộ lông vào thời điểm mùa đông.
Đây là một loài sơn dương cỡ vừa và nhỏ. Trọng lượng của chúng từ 24 đến 30kg tương ứng ở cả con đực và con cái. Chiều dài từ đầu đến đuôi là 100–104 cm. Chiều cao đến vai là từ 72–74 cm. Chiều dài chân sau từ 32–34 cm. Chu vi ngực từ 71–77 cm. Chiều dài đến hàm 13,7-13,9 cm. Tuổi thọ đối với con đực trung bình là 9 năm, và đạt tối đa là 18 năm. Con cái thì có tuổi thọ trung bình khoảng 10 năm, tối đa là 21 năm. Công thức răng của chúng là: I (0-0)/(3-3), C (0-0)/(1-1), PM (3-3)/(3-3), M (3-3)/(3-3) = 32 cái.

## Tập tính
Loài này chỉ sinh có một con trên mỗi năm, vào khoảng tháng 5 và tháng sáu là lần sinh đầu tiên vào giữa tháng. Con cái trưởng thành sinh dục (động dục) ở lúc 3 năm tuổi và cho đến ít nhất là 14 năm tuổi. Hành vi của chúng thích giao du. Kích thước của nhóm chúng. Chúng là động vật xã hội. Các đơn vị xã hội ổn định là và con con sống với mẹ có thể kéo dài cho đến khi con cái là 2 năm tuổi.
Thiên địch của chúng cũng không quá nhiều do chúng sống ở địa hình hiểm trở, ít có kẻ với tới được. Những con đực trưởng thành chỉ có mối nguy hiểm chỉ bởi những con sói. Những con non có thể bị bắt và ăn thịt bởi chó sói, cáo và con đại bàng vàng. Nhiều bệnh lây sang người, chẳng hạn như ghẻ Sarcoptic, là một mối đe dọa nghiêm trọng cho chúng. Mange Sarcoptic là do ghẻ acari Sarcoptes, gây thiệt hại và ngứa trên da của một số lượng lớn các loài động vật móng guốc trên toàn thế giới. Nó có thể gây tử vong do ảnh hưởng đến tình trạng cơ thể và gây căng thẳng nghiêm trọng. 

## Hình thái
Các hệ thống về các loài này đang được thảo luận. Ángel Cabrera (1914), nghiên cứu về các hình dạng cơ thể và hình thái hộp sọ, coi loài này rất giống với sơn dương Pyrene như là của cùng một loài. Lovari (1987), sử dụng hình thái, dữ liệu di truyền và phong tục học đề xuất để tách các loài động vật châu Âu về phía tây nam của dãy núi Cantabria và Pyrenees (Rupicapra pyrenaica parva, Rp pyrenaica), từ phần còn lại của các loài động vật châu Âu và châu Á (Rupicapra r cartusiana. caucasica -núi Chartreuse-, Rupicapra r. Rupicapra-Alps-, Rupicapra r. tatrica–Sơn dương Tatra-, Rupicapra r. carpatica-Romania-, Rupicapra r. balcanica-Balkans-, Rupicapra r. asiatica -Turkey- y Rupicapra r. – Sơn dương núi Caucasus). Nghiên cứu di truyền khác nhau vẫn còn tranh cãi về nguyên tắc phân loại của các loài.
Núi Cantabrian (Tây Bắc Tây Ban Nha). Từ Đông Reserve Saja và Alto Ason (Cantabria) đến Tây Ancares Reserve (Lugo, Galicia). Phân bố loài đã giảm trong suốt thời gian lịch sử. Các dãy núi Cantabria nằm ở phía tây bắc của bán đảo Iberia, chạy dọc 450 km về phía Đông-Tây, song song với biển Cantabria và rất gần với (độ cao 2648 masl max.) bờ biển. Các lưu vực phía bắc là có tình trạng rất ẩm ướt (2000 mm/năm) và lưu vực phía nam có khí hậu lục địa, khô và nóng vào mùa hè và mùa khô và lạnh trong mùa đông. Nơi này có những hệ sinh thái đan xen giữa rừng và đồng cỏ núi cao, với những vách đá gần như các khu vực nơi ẩn náu, trốn thoát và tạo điều kiện cho loài sơn dương này sinh sống. Cỏ sinh sống quanh năm với sự gia tăng tỷ lệ cây bụi lùn trong mùa đông (Calluna vulgaris, Erica cinerea, Erica arborea).

## Số lượng

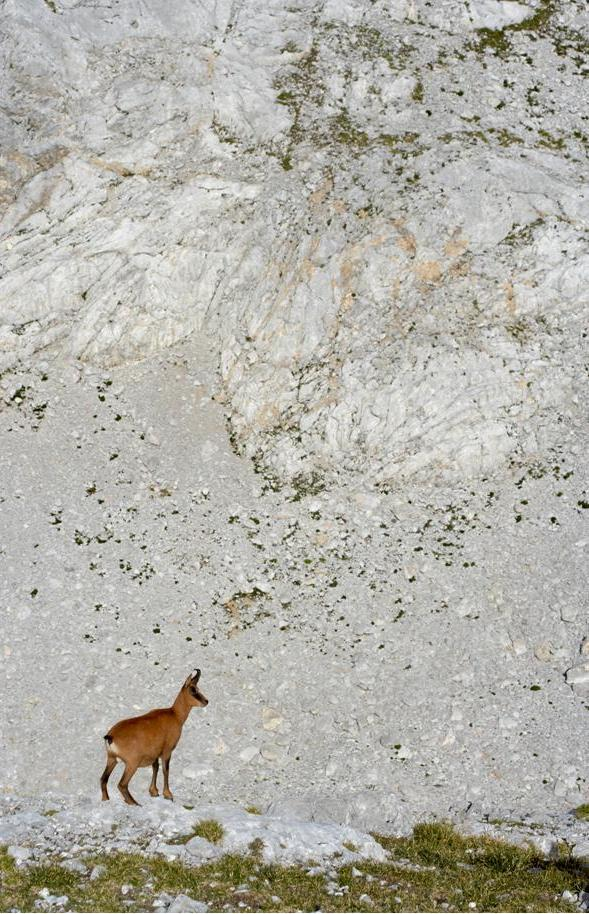
Phân bố của sơn dương

Có tổng cộng có 17.400 con sơn dương trong năm 2007 và năm 2008. Quy mô lịch sử dân số tối thiểu chưa được rõ nhưng nó đã diễn ra giữa 1943 đến năm 1966. Sau khi kỷ băng hà cuối cùng, Loài R. pyrenaica chiếm hầu hết bán đảo Iberia. Trong suốt thời kỳ đồ đá nó đã có mặt phía nam cũng như các tỉnh Teruel, Valencia, Jaén (Núi Segura) và Granada (600 km về phía nam của dãy phân phối hiện tại). Nó duy trì sự chiếm đóng của dãy phía Nam ít nhất là cho đến thời đại đồ đồng 5.000 năm trước Công nguyên.
Những di chỉ lịch sử cho thấy rằng năm 1800 phạm vi phân phối được giới hạn phía bắc của bán đảo Iberia, từ phía bắc của Burgos cho đến tỉnh Zamora. Việc săn bắn quá mức, cùng với sự gia tăng của súng trường, và việc săn theo kiểu lái xe đường dài (ban đêm lái xe rọi đèn nếu gặp sơn dương thì bắn hạ) dẫn đến quy mô dân số của chúng giảm đến mức tối thiểu, điều này đã xảy ra từ năm 1943 đến năm 1966. Dân số bắt đầu tăng lên cùng với sự sáng tạo ra các khu bảo tồn và lập ra những đội săn bắn theo kế hoạch mà không tùy tiện như trước đây.
Những thay đổi lớn nhất trong quy mô dân số sơn dương Cantabria đã diễn ra từ năm 1995. Trong năm bùng phát dịch ghẻ (ban đầu phát hiện 2 năm trước, ở phía nam-trung tâm của Asturias và bắc trung tâm của Leon) bị ảnh hưởng nghiêm trọng đến quần thể các khu vực này. Mười lăm năm sau khi sự bùng nổ dịch (1993-2008) bệnh đã lan ra khoảng 40 km về phía đông, trung bình 2,6 km/năm. Trong năm 2009 chỉ có dân số ở phía tây của sự tập trung bùng phát này là thoát khỏi bị nhiễm bệnh. Các bệnh có thể không có lây lan sang quần thể phía tây do mật độ dân số rất thấp trong các lĩnh vực mà riêng phía tây từ các quần thể phía đông.
Trong năm 2008, có 56% của toàn bộ dân số và 60% phạm vi sinh sống đã bị ảnh hưởng bởi căn bệnh quái ác này. Các bệnh ghẻ đang tiếp tục lây lan ở thời điểm hiện tại trong năm 2010. Mặc dù các sáng kiến tái áp dụng đầu tiên bắt đầu vào năm 1970, chương trình áp dụng lại nhân giống lại đã không thành công cho đến những năm 1980. Các chương trình này đã mở rộng phạm vi phân bố ở phía đông và phía tây, nơi mật độ rất thấp của sơn dương đã được tái du nhập tự nhiên của các vùng khó khăn hơn.